# Juan Ramón Chaves
Juan Ramón Chaves Meza (Asunción, 15 de febrero de 1901-30 de mayo de 1995) fue un abogado, magistrado, político, diplomático y profesor universitario paraguayo. Fue una figura central del Partido Colorado, presidiendo el partido por más de cuatro décadas durante el siglo XX. Ocupó cargos como diputado nacional en los años 1930 y desempeñó funciones ministeriales y diplomáticas, incluyendo el puesto de ministro sin cartera durante la dictadura de Alfredo Stroessner. De 1968 a 1989, fue senador.

## Biografía
Nació en Asunción el 15 de febrero de 1901, hijo de Francisco C. Chaves y Emilia Meza. Realizó sus estudios en la Escuela Normal y posteriormente en el Colegio Nacional de la Capital, donde se destacó como el mejor egresado. Posteriormente, cursó la carrera de derecho en la Universidad Nacional de Asunción, obteniendo su título en 1926 y doctorándose dos años después con la tesis Seguro obligatorio del trabajo y seguro social.
Se desempeñó como juez de primera instancia y profesor de derecho civil en la Universidad Nacional de Asunción. Durante la guerra del Chaco, se incorporó al ejército en campaña, actuando como presidente del tribunal militar con asiento en el II Cuerpo de Ejército en el fortín Toledo. Al finalizar la contienda, fue condecorado con la Cruz del Defensor.
En el ámbito académico, promovió la creación de la cátedra de criminología y la de derecho agrario. Fue también el impulsor de la creación del Colegio de Abogados del Paraguay, del cual fue su primer presidente en 1942. Representó al país en diversos congresos internacionales de derecho.

### Trayectoria política y diplomática

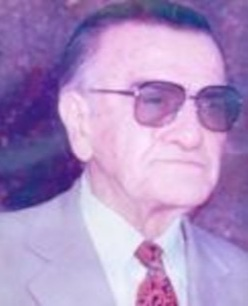
Retrato de Juan Ramón Cháves en el Sistema de Información Legislativa Paraguay (SILpy).

Chaves inició su carrera política como diputado nacional en 1931, presentando el primer proyecto de reforma agraria en el país. Ocupó diversos cargos ministeriales.
En el ámbito diplomático, se destacó por su defensa del derecho de asilo. Como embajador en Argentina en 1955, protegió al entonces derrocado presidente Juan Domingo Perón, facilitando su salida del país.

### Presidencia del Partido Colorado
Chaves fue presidente del Partido Colorado durante más de cuarenta años, desde 1942 hasta 1987. Durante su liderazgo, el partido consolidó su hegemonía política en el país. En los últimos años del régimen de Alfredo Stroessner, lideró el sector «tradicionalista» del partido, en oposición al sector «militante». Tras el derrocamiento de Stroessner en 1989, tuvo una destacada actuación en la transición política del país.

### Actividad académica y periodística
Además de su labor docente, Chaves fue decano de la Facultad de Derecho de la Universidad Nacional de Asunción por varios años. También se dedicó al periodismo, siendo redactor y director del periódico Patria, vocero oficial del Partido Colorado, y fundador de los semanarios políticos Jornadas y Rumbos.

## Honores
A lo largo de su carrera, recibió diversas condecoraciones nacionales e internacionales, entre ellas:
- Cruz del Defensor (Paraguay)
- Gran Cruz de la Orden del Mérito Civil (España)
- Orden de Mayo (Argentina)
- Orden Nacional del Mérito (Paraguay)